# Isabella Laböck
Isabella Laböck (Prien am Chiemsee, 6 aprile 1986) è un'ex snowboarder tedesca.

## Biografia
Specialista di slalom gigante parallelo e slalom parallelo, ha esordito in Coppa del Mondo di snowboard il 29 gennaio 2002 a Bad Gastein, in Austria.

## Palmarès

### Mondiali
- 1 medaglia:
  - 1 oro (slalom gigante parallelo a Stoneham 2013)

### Mondiali juniores
- 1 medaglia:
  - 1 argento (slalom gigante parallelo a Vivaldi Park 2006)

### Coppa del Mondo
- Miglior piazzamento Coppa del Mondo generale di snowboard: 7ª nel 2011
- Miglior piazzamento nella Coppa del Mondo di parallelo: 5ª nel 2011
- Miglior piazzamento nella Coppa del Mondo di slalom parallelo: 8ª nel 2013
- Miglior piazzamento nella Coppa del Mondo di slalom gigante parallelo: 10ª nel 2014
- 5 podi:
  - 3 secondi posti
  - 2 terzi posti